# James Durno
James Durno est un peintre britannique, né vers 1745 à Londres mort le 13 septembre 1795 à Rome.
Il est l'élève d'Andrea Casali et de Benjamin West.

## Biographie
Son père, natif du nord de l'Angleterre, est un natif du Nord, tient une brasserie à Kensington Gravel Pits (en).
D'abord élève d'Andrea Casali, James Durno étudie auprès de Benjamin West, qu'il assiste pour copier ses tableaux.
Principalement peintre de sujets historiques, il obtient en 1771 un prix de trente guinées pour l'un de ses tableaux, puis un autre de cent guinées pour une peinture d'histoire de 1772 — c'est la première fois que le premier prix est décerné à un tableau d'histoire.
Durno assiste John Hamilton Mortimer pour le plafond peint pour Lord Melbourne, à Brocket Hall, dans le Hertfordshire, vers 1771.
Dans la galerie Shakſpeare de Boydell, il n'y avait que deux tableaux peints par Durno quand il était à Rome ; les ſsujets étaient, Falſtaff raiſing Recruits, et dans le Diſguiſe de la vieille femme de Brentford ; mais lesſe œuvres n'ont pas anſwer les attentes de thoſe pour qui ils ont été peints.
En 1774, il quitte l'Angleterre et se rend à Rome, où il s'installe jusqu'à sa mort, le 13 septembre 1795.
Vers 1786, il est engagé par John Boydell pour réaliser deux tableaux pour la Boydell Shakespeare Gallery, qu'il peint à Rome : il peint Henry IV (deuxième partie), Act III, scene 2 et Les Joyeuses Commères de Windsor, Act IV, scene 1,.

## Œuvre
- Arras, musée des Beaux-arts, Achille partant au combat après la mort de Patrocle, Collection Joachim Murat, Naples ; collection Paul Marmottan ; don Paul Marmottan en échange d'un tableau de Piat Sauvage.
- Dublin, National Gallery of Ireland, La Transfiguration d'après Raphaël; n° 120.
- Londres, Sir John Soane's Museum, Les Joyeuses Commères de Windsor, Act IV, scene 1 (de la pièce de William Shakespeare), 158.5 × 218.2 cm, 1788.
- Coll. priv., Henry IV (deuxième partie), Act III, scene 2 (de la pièce de William Shakespeare).